# Rada de Puerto Argentino/Stanley
La Rada de Puerto Argentino (del inglés: Stanley Harbour) es una alargada ensenada en la costa este de la isla Soledad, del archipiélago de las Malvinas. Un corto estrecho la separa de Puerto Groussac.
Esta rada sirve a la ciudad del mismo nombre —Puerto Argentino/Stanley— para  ofrecer abrigo a los buques que esperan tomar puerto. Siendo la vía naval más utilizada de las islas Malvinas, es frecuentemente visitada por los cruceros, cargueros y buques de guerra, aunque esto ha disminuido desde la construcción de dos aeropuertos: la RAF Mount Pleasant y el aeropuerto local. Antiguamente, era, y sigue siendo en cierta medida, un lugar de reparación de buques dañados por las tormentas del Atlántico Sur.

## Geografía

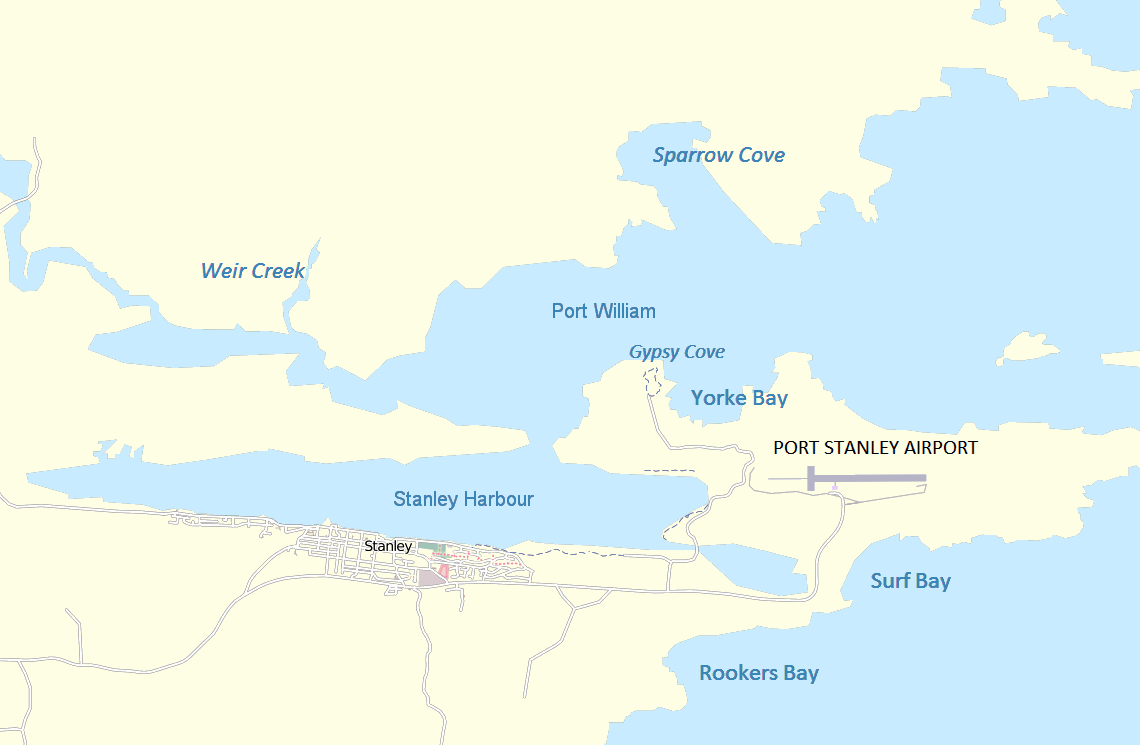
Mapa del área de Puerto Argentino/Stanley con la rada (toponimia británica)

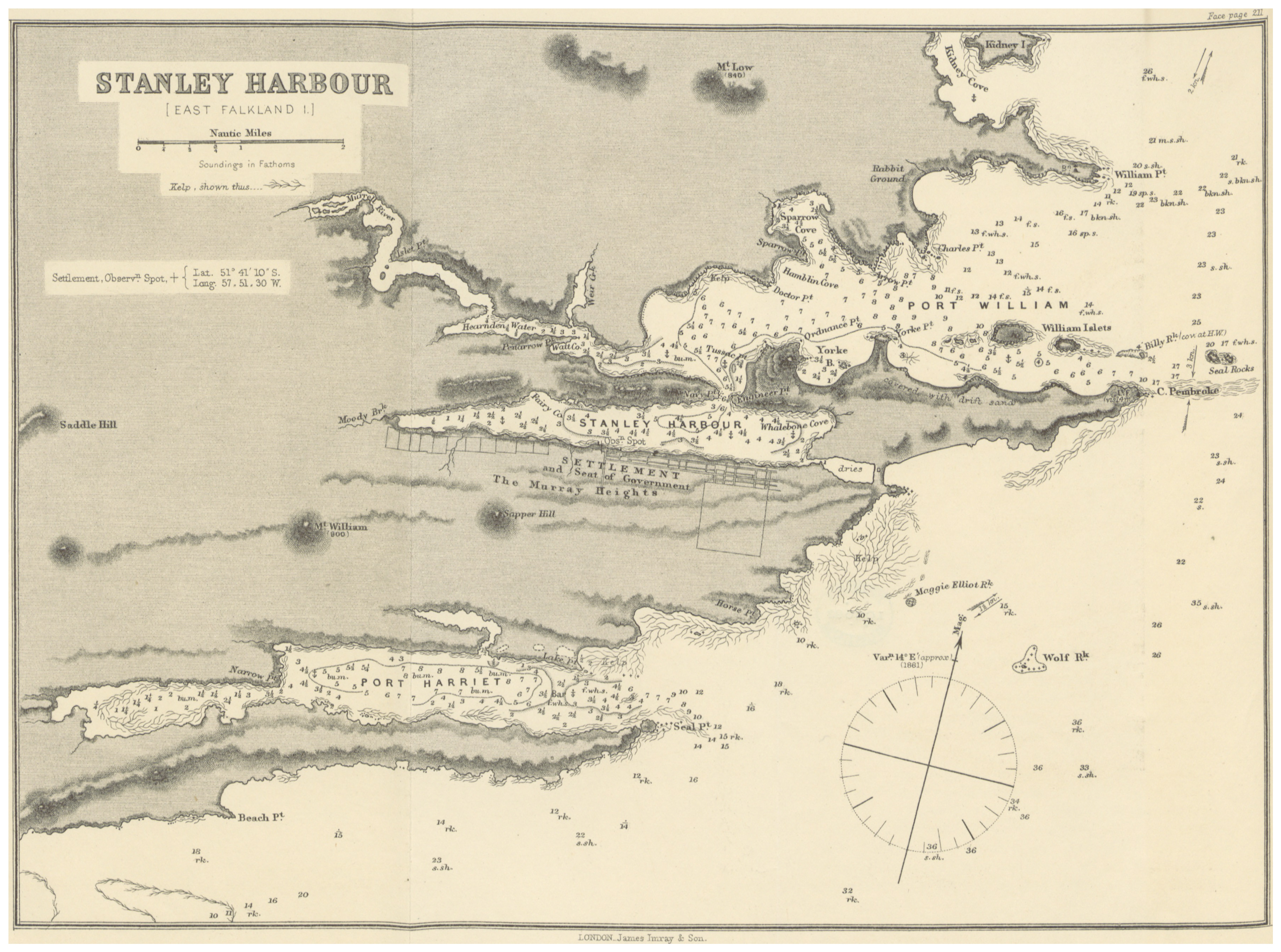
Mapa británico de 1884 de la rada y sus alrededores, con la toponimia británica.

La península Giachino, en donde se encuentran el monte Canopus y el aeropuerto, posee una estrecha franja de tierra conocida como punta Ingeniero, que junto a la punta Armada de la península Camber divide efectivamente Puerto Groussac de esta bahía interior. 
La rada de Puerto Argentino es verdaderamente el estuario del arroyo Caprichoso, que desemboca en su extremo oeste, y se ha ampliado como resultado de la acción glacial. Además existe una pequeña bahía en su extremo este conocida como el Canache, que es puenteada en un extremo.

## Historia

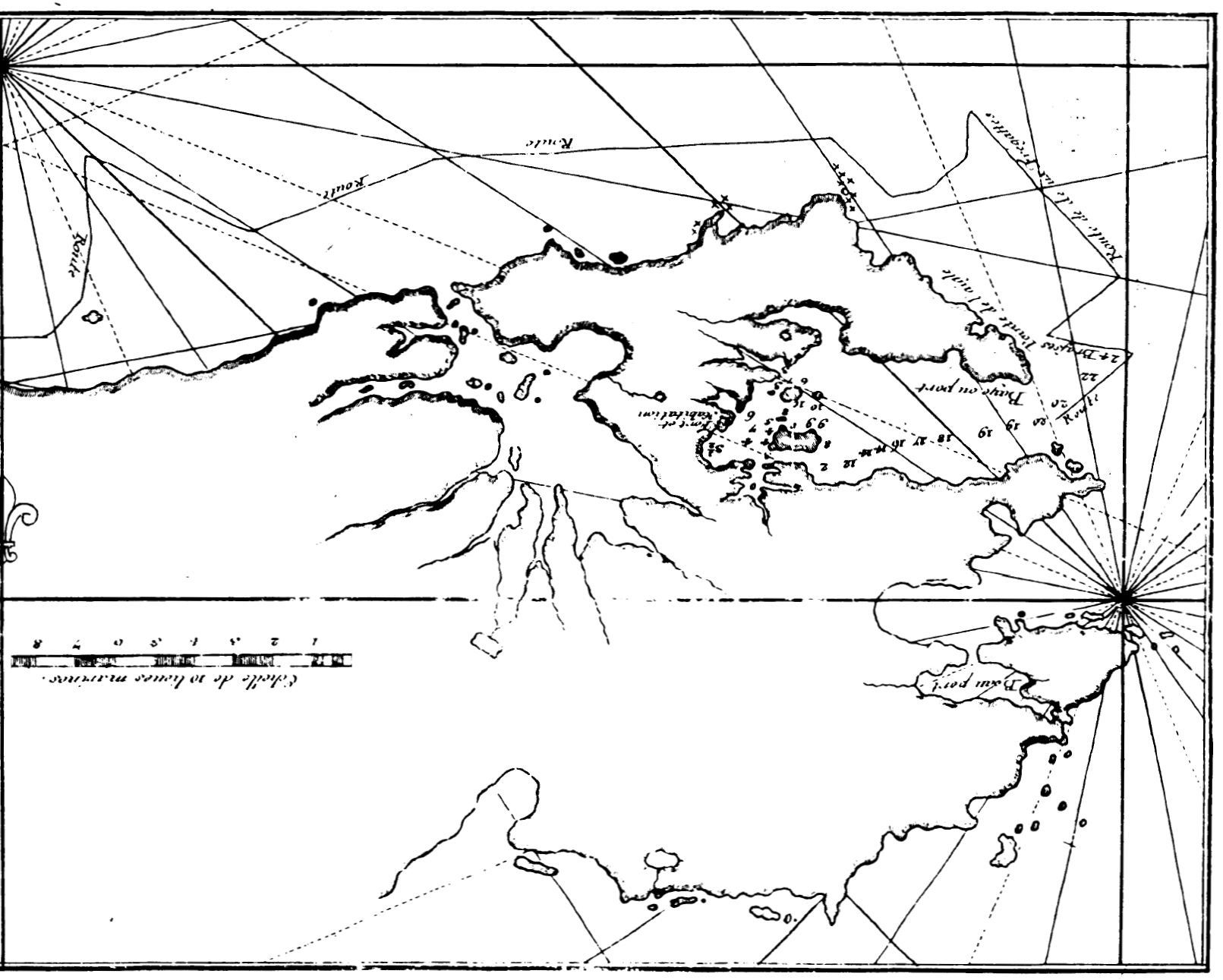
Mapa antiguo de la costa este de la isla Soledad (Dom Pernety, 1769)

Este puerto natural fue originalmente conocido como Beau Port (en francés), posteriormente como Port Jackson y en ocasiones se ha conocido como Port Stanley.
En diciembre de 1914, durante la Primera Guerra Mundial, la ensenada fue el punto de partida para un Escuadrón Naval Británico al acecho de los alemanes del Escuadrón del Lejano Oriente liderado por el almirante Graf von Spee. Los primeros disparos de la batalla fueron hechos por el HMS Canopus que estaba anclado en la rada como escolta. Sus disparos fueron reglados desde una pequeña colina en la península, en adelante llamada Monte Canopus.
En la Segunda Guerra Mundial, durante la batalla del Río de la Plata en diciembre de 1939, el Admiral Graf Spee se concentra fuego sobre el HMS Exeter infligiendo unos 40 golpes directos y causando grandes daños. El 16 de diciembre el Exeter entró maltrecho en la capital, con 60 muertos y 49 heridos de su tripulación de 600 miembros. La tripulación tuvo que ser alojada en la localidad ya que el Exeter estaba muy dañado.
Durante la guerra de las Malvinas, esta rada albergó a varias unidades del Apostadero Naval Malvinas. Tras el fin del conflicto, fue el punto de partida para muchos de los prisioneros de guerra argentinos que se transportaron de nuevo a la Patagonia argentina.
Debido a la falta de alojamiento, por un tiempo, las tropas británicas habitaron en los barcos anclados en esta rada. Esto continuó hasta que la provisión adecuada se hizo en otros lugares.
Debido a la construcción de un nuevo puerto en Puerto Yegua, esta rada ya no se utiliza para transporte militar. En su lugar, se emplea como la principal vía de entrada de mercancías a las islas, y es frecuentemente visitado por los cruceros.
En 2014 la empresa Noble Energy instaló en la rada el muelle flotante Noble Frontier, que llegó a las islas remolcado desde Nueva Orleans, Estados Unidos, demorando 47 días.

## Naufragios
La rada ha experimentado una serie de naufragios. Los restos de las siguientes naves todavía se puede observar:
- Lady Elizabeth: en el extremo este, cerca de el Canache, un carguero de tres mástiles, que se hundió en 1913, después de golpear un arrecife y encallando en el puerto.
- Jhelum: un East Indiaman, que se hundió en 1871, y fue abandonado por su tripulación.
- Charles Cooper: Un paquete estadounidense, se hundió en 1866, que se utiliza actualmente como espacio de almacenamiento, por la Falkland Islands Company.